# Marian Niedenthal
Marian Jan Niedenthal (ur. 16 lipca 1891 w Sanoku, zm. ?) – inżynier leśnictwa, agronom, kapitan rezerwy piechoty Wojska Polskiego.

## Życiorys
Marian Jan Niedenthal urodził się 16 lipca 1891 w Sanoku. Był synem Antoniego i Bronisławy z domu Premik. Był starszym bratem Antoniego (ur. 1894, także oficer wojskowy).
W 1909 zdał egzamin dojrzałości w C. K. Gimnazjum Męskim w Sanoku (w jego klasie byli m.in. Jan Drozd, Leon Kazubski). Uzyskał tytuł inżyniera leśnika. Był agronomem. Należał do Polskich Drużyn Strzeleckich, w VII Drużynie PDS w Sanoku, a od 1910 w PDS w Wiedniu.
Po wybuchu I wojny światowej na początku sierpnia jako dowódca sanockiego Związku Strzeleckiego poprowadził do Krakowa oddział 120 umundurowanych i uzbrojonych ochotników strzeleckich z organizacji paramilitarnych, którzy 6 sierpnia zostali włączeni do 1 pułku piechoty Legionów Polskich tworząc kompanię. Od 6 sierpnia 1914 służył w oddziałach strzeleckich J. Piłsudskiego, później w I batalionie 1 pułku piechoty, od 30 maja 1915 w III batalionie tej jednostki jako sierżant i komendant plutonu. 3 sierpnia 1915 wyróżnił się w bitwie pod Jastkowem. 1 stycznia 1917 awansowany na chorążego. Od marca 1917 przydzielony do Krajowego Inspektoratu Zaciągu (KIZ). Po kryzysie przysięgowym 1 listopada 1917 wcielony do C. K. Armii.
U schyłku wojny w listopadzie 1918 wstąpił do Wojska Polskiego i Dekretem Naczelnego Wodza Wojsk Polskich został awansowany do stopnia porucznika ze starszeństwem z dniem 1 stycznia 1917. Został awansowany na stopień kapitana rezerwy piechoty ze starszeństwem z dniem1 czerwca 1919. Podczas wojny z bolszewikami został ranny w bitwie pod Dąbrówką 1 sierpnia 1920. W połowie 1921 był składzie 1 pułku piechoty Legionów w garnizonie Wilno i jeszcze w tym samym roku przeniesiony do rezerwy. W późniejszych latach 20. jako były zawodowy oficer był oficerem rezerwowym 1 pułku piechoty Legionów w garnizonie Wilno.
Po przeniesieniu do rezerwy osiadł na terenie Wileńszczyznie. W 1934 jako kapitan rezerwy piechoty był w Oficerskiej Kadrze Okręgowej nr IX jako oficer reklamowany na 12 miesięcy i pozostawał wówczas w ewidencji Powiatowej Komendy Uzupełnień Nowogródek.
W publikacji z 1958 Józef Stachowicz podał, że Marian Niedenthal zginął podczas II wojny światowej na terenie ZSRR. Tę informację powtórzył historyk Andrzej Brygidyn.

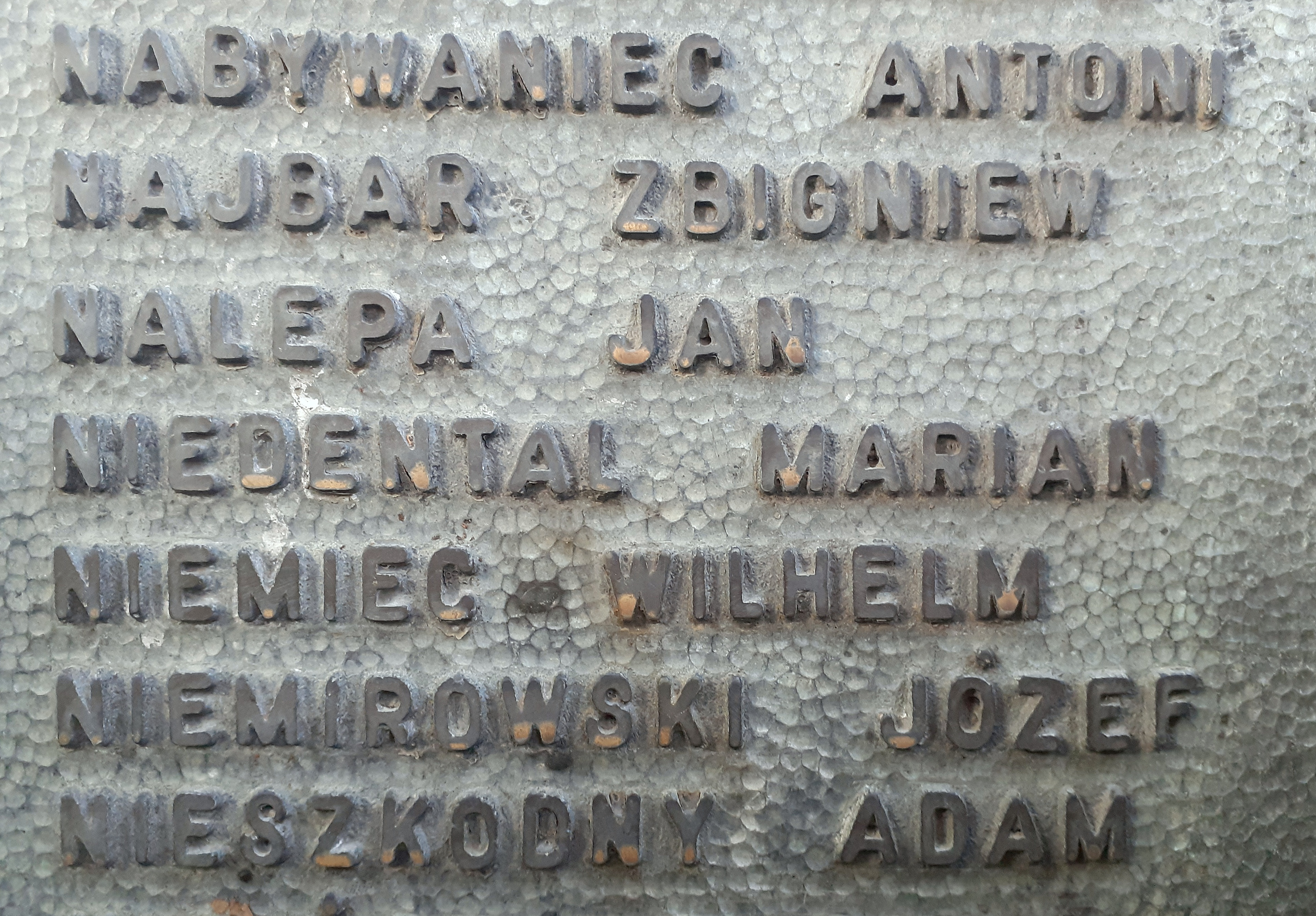
Upamiętnienie na Mauzoleum w Sanoku

## Upamiętnienie
Podczas „Jubileuszowego Zjazdu Koleżeńskiego b. Wychowanków Gimnazjum Męskiego w Sanoku w 70-lecie pierwszej Matury” 21 czerwca 1958 jego nazwisko zostało wymienione w apelu poległych w obronie Ojczyzny w latach 1939–1945 oraz na ustanowionej w budynku gimnazjum tablicy pamiątkowej poświęconej poległym i pomordowanym absolwentom gimnazjum (wskazany w gronie zmarłych na terenie ZSRR).
W 1962 Marian Niedenthal został upamiętniony wśród innych osób wymienionych na jednej z tablic Mauzoleum Ofiar II Wojny Światowej na obecnym Cmentarzu Centralnym w Sanoku.

## Ordery i odznaczenia
- Krzyż Niepodległości (1931)[33][4]
- Krzyż Walecznych trzykrotnie[4]
- Odznaka „Za wierną służbę”[4]
- Srebrny Medal Waleczności II klasy – Austro-Węgry[22]

W latach 20. wnioskowano o odznaczenie Mariana Niedenthala Orderem Virtuti Militari.